# Parco di Holyrood
Il Parco di Holyrood (in inglese Holyrood Park) è una tenuta reale del Regno Unito che si trova a Edimburgo, capitale della Scozia.
Vasta circa 2,6 km², contiene al suo interno una notevole varietà biologica e geologica con colline, laghi, valli, creste, scogliere di basalto e chiazze di ginestre.
Fa parte del Palazzo di Holyrood, del quale fu tenuta di caccia fin dal XII secolo; è parco reale dal 1541, quando Giacomo V Stuart, re di Scozia, acquisì «il terreno che circonda Arthur's Seat, Salisbury e i pendii di Duddingston» circondato da parti di roccia.
Nel centro del parco, aperto al pubblico, campeggia Arthur's Seat, il rilievo più alto di Edimburgo; al suo interno si trovano anche tre laghi, il lago di St. Margaret, il lago di Dunsapie e il lago di Duddingston.
La strada principale che attraversa il parco è la Queen's Drive.
Il parco è anche noto con i nomi di Queen's Park e King's Park.

## Caratteristiche naturali

### Arthur's Seat
Arthur's Seat è il picco più alto di un gruppo di colline che formano la maggior parte del Parco di Holyrood, un pezzo di paesaggio montano incredibilmente selvaggio nel centro della città di Edimburgo, circa un miglio a est del castello. La collina domina la città con un'altezza di 251 metri, fornisce una splendida vista, è facile da scalare ed è un sentiero famoso. Sebbene possa essere scalata da ogni direzione, la più facile si trova a est, dove il pendio erboso corre verso Dunsapie Loch, un piccolo lago artificiale che si trova tra Dunsapie Hill e Arthur's Seat. Il lago è alimentato con l'acqua proveniente da Alnwickhill, a sud della città, ed è un popolare luogo all'interno del parco, poiché lì vivono un numero abbondante di specie di uccelli.

### Falesie di Salisbury
Le Falesie di Salisbury sono una serie di scogliere di 46 metri in cima allo sperone sussidiario dell'Arthur's Seat che si trova al centro del Parco di Holyrood. Ai piedi delle scogliere c'è una grande e ripida scarpata che cade nel Parco di Holyrood con un tracciato noto come Radical Road. Il nome del sentiero deriva dalla sua apertura durante la Radical War del 1820, usando il lavoro dei tessitori disoccupati dell'ovest della Scozia su suggerimento di Walter Scott.
Sulla base semplicemente del fatto che hanno lo stesso nome, Arnot derivò il nome dal primo Earl of Salisbury che accompagnò Edward III in una delle sue invasioni della Scozia. 
Le scogliere sono formate da dolerite ripida e basalto colonnare e hanno una lunga tradizione di arrampicata che comincia sin dalla nascita di questo sport e ospita un insieme di percorsi traditional climbing e sport climbing. Recentemente le guardie forestali del parco (prima sotto l'auspicio della Royal Estate e ora del Historic Scotland, che ha in gestione il parco) hanno tentato di regolamentare l'accesso alle scogliere per l'arrampicata. Adesso è necessario un permesso, gratuito, presso il centro di formazione ad est del parco prima di potersi arrampicare. C'è ancora qualche attività, anche se la maggior parte è bouldering oppure free climbing. Le zone migliori sono nelle due cave, anche se è solo nella cava di sud che l'arrampicata è ancora consentita. La cava sud contiene il Muro nero (Black Wall), una ben nota località di bouldering di Edimburgo.

### Samson's Ribs
Samson's Ribs sono una formazione di basalto colonnare.

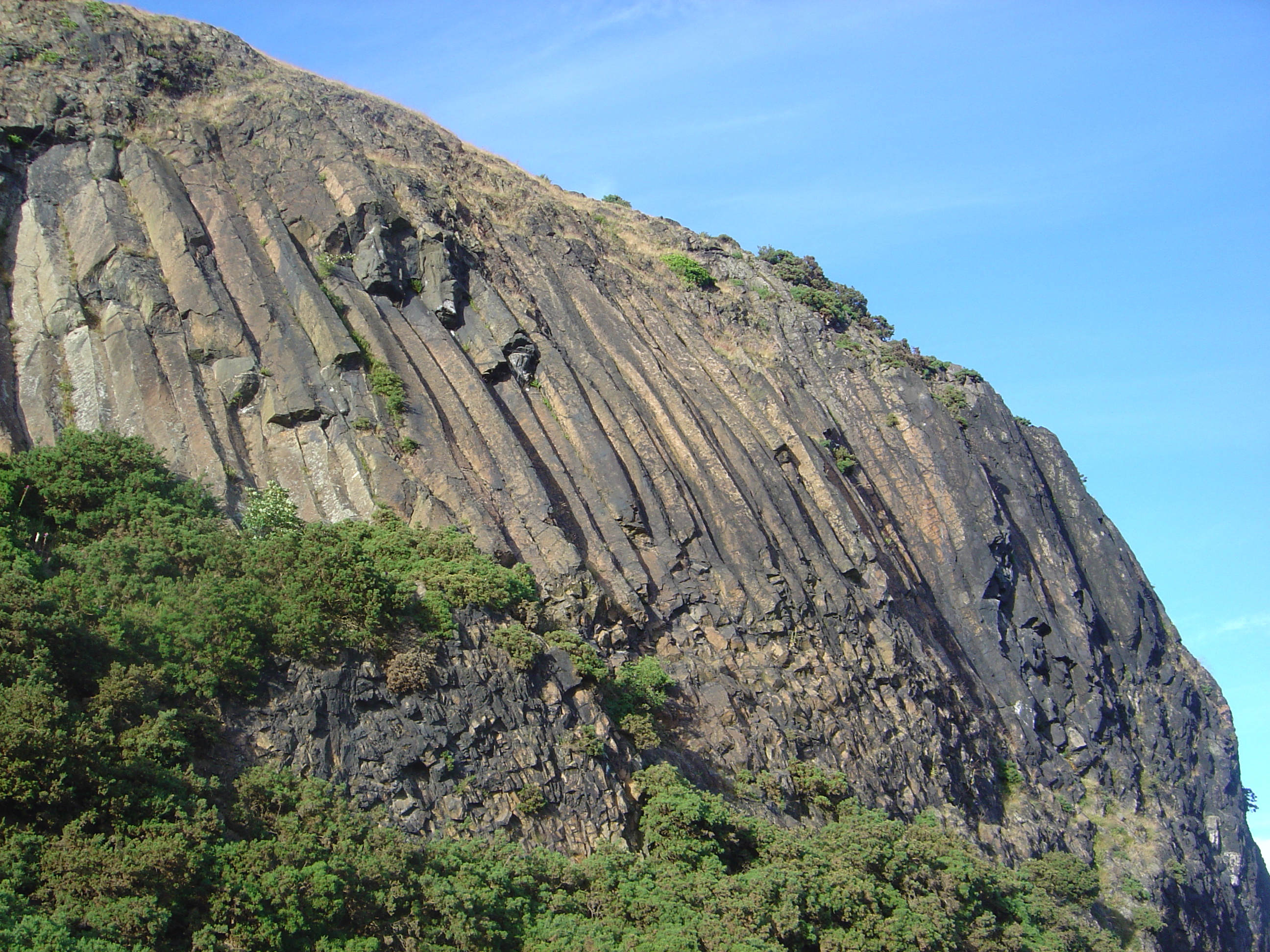
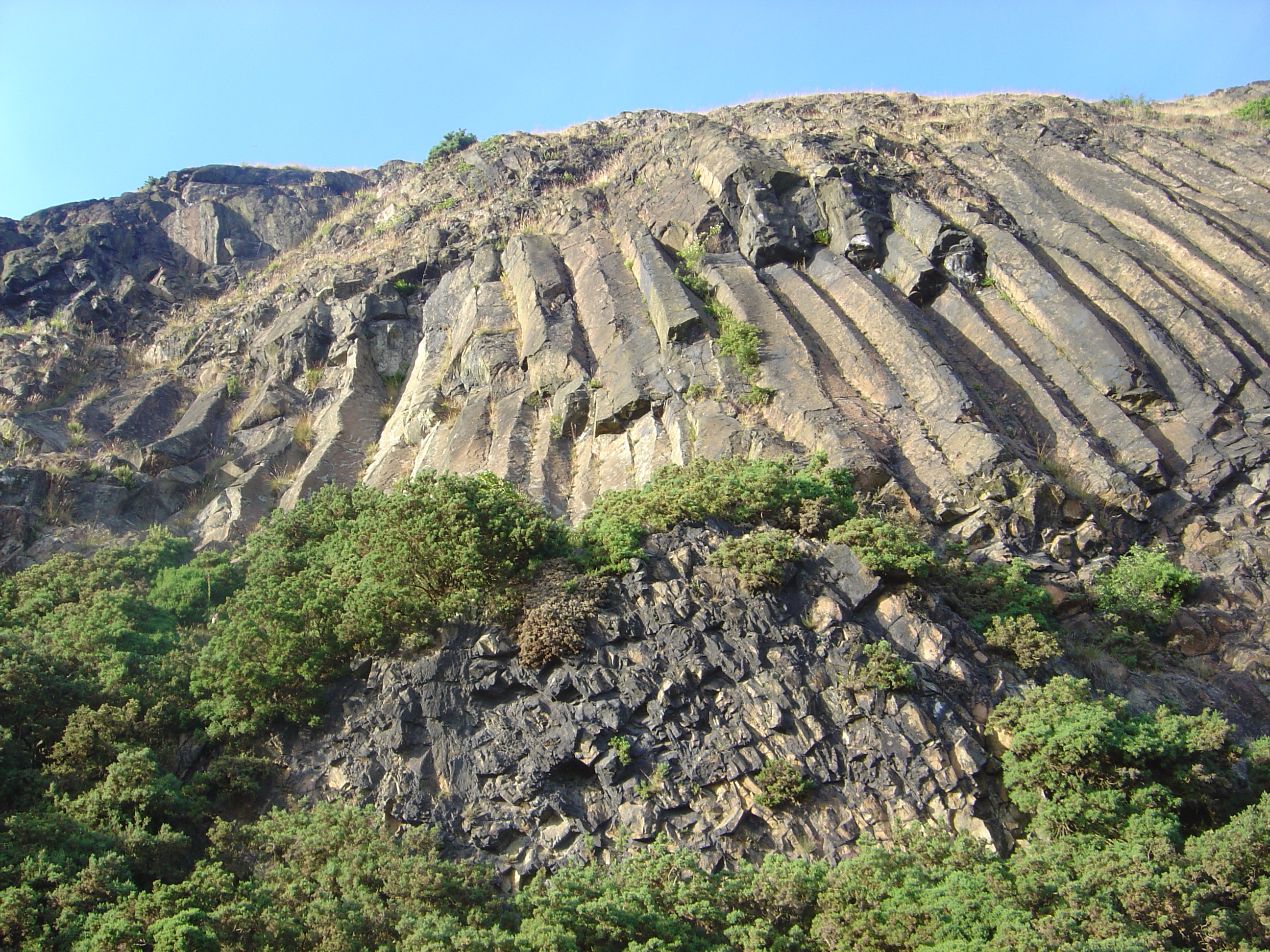
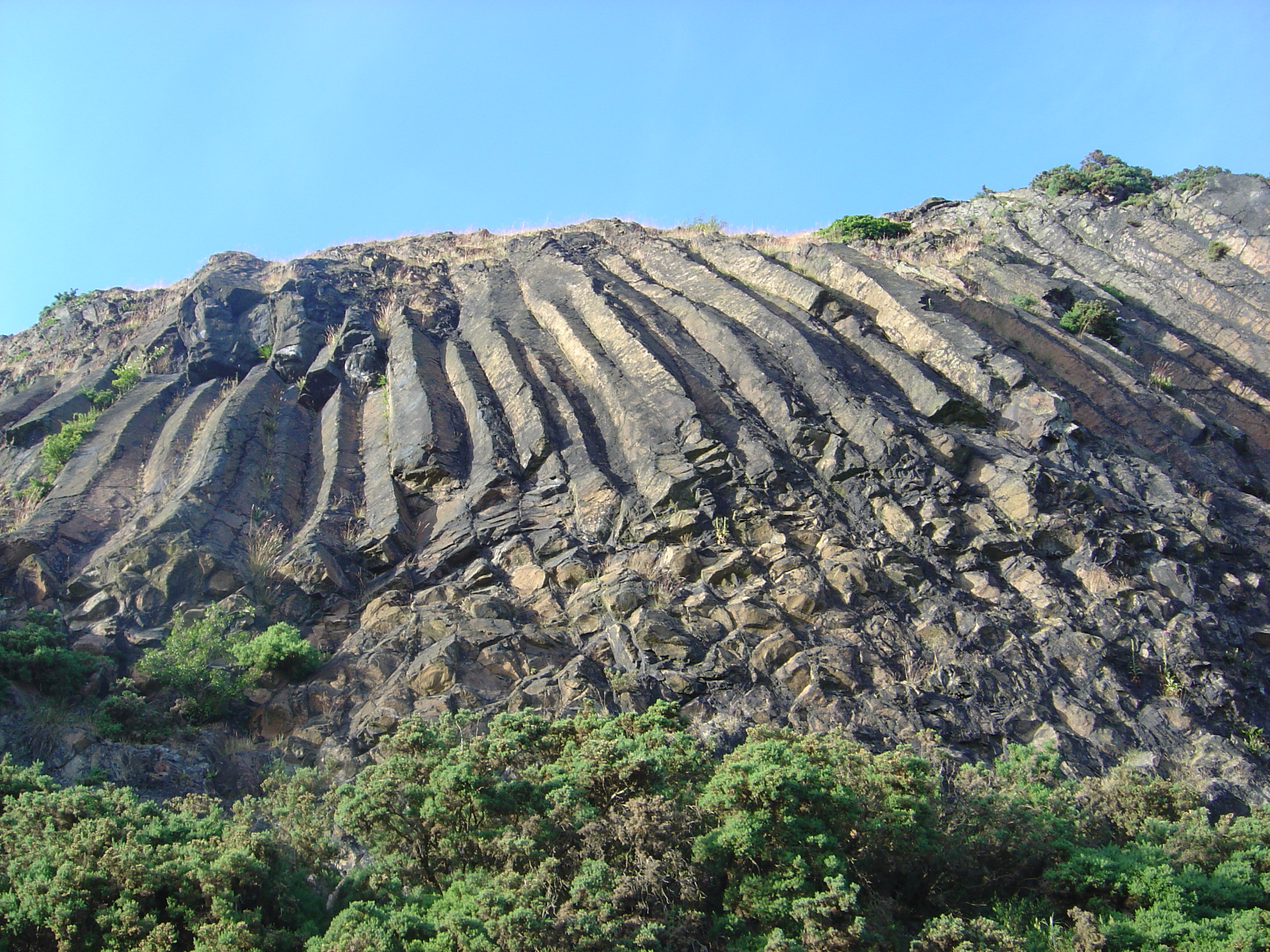
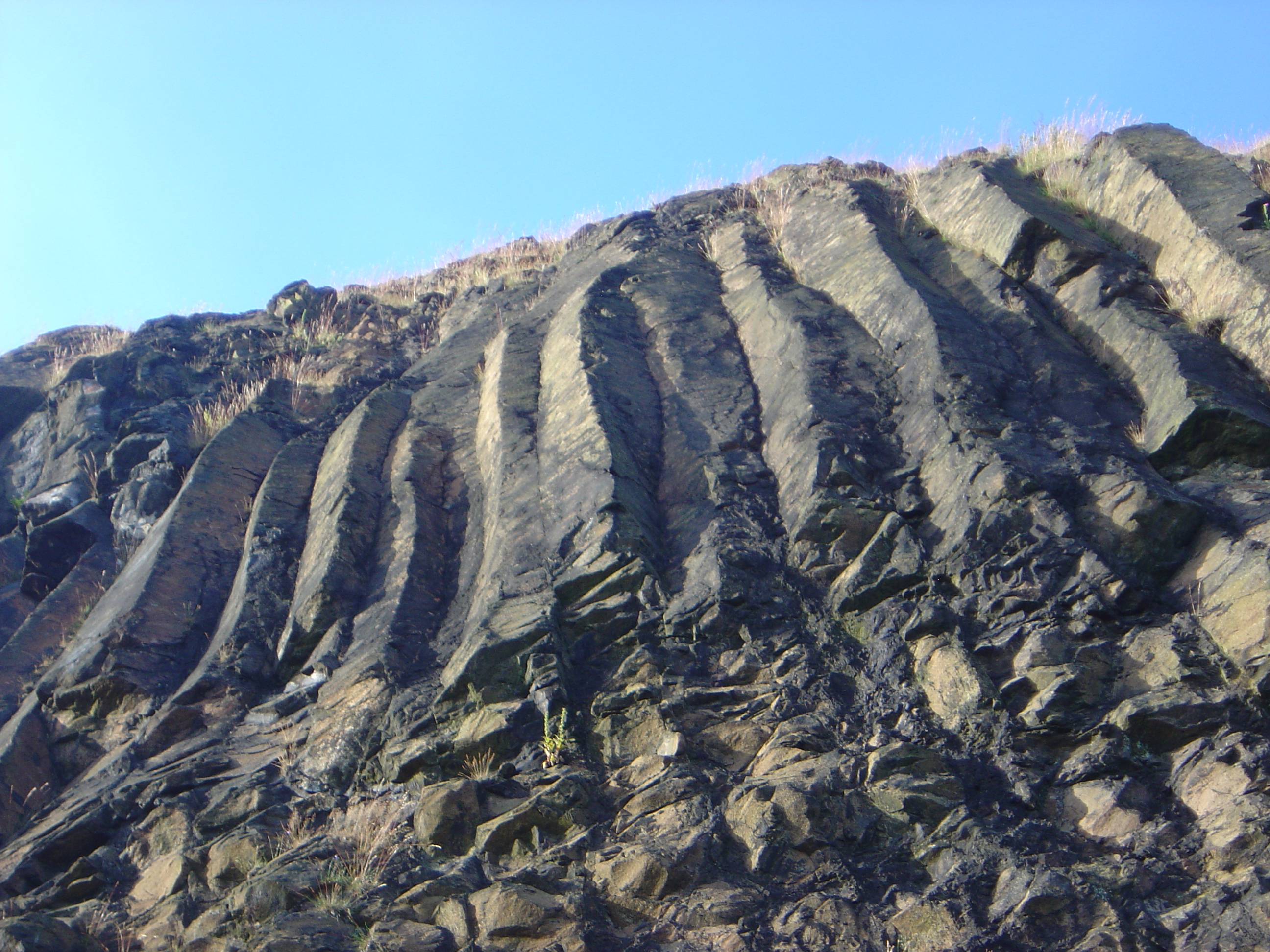

### Lago St. Margaret
Il lago St. Margaret (St. Margaret's Loch) è un lago artificiale poco profondo a sud della Queen's Drive. Si trova circa 500 m a est del Palazzo di Holyrood, e circa 100 m a nord delle rovine della cappella di sant'Antonio. Una volta era un acquitrino paludoso e fu bonificato nel 1856 come parte del piano di sviluppo voluto dal Principe Alberto per l'area che circondava il palazzo. Il lago era usato per il canottaggio, ma ora è la casa di una grossa popolazione di anatre, oche e cigni.

### Altre caratteristiche geografiche
Altre caratteristiche geografiche includono Haggis Knowe, Whinny Hill e Hunter's Bog, un fiume che sfocia nel St Margaret's Loch.

## Patrimonio culturale
All'interno del parco ci sono tracce di fortificazioni preistoriche, visibili sul poggio roccioso sopra Dunsapie Loch. I resti di terrazzamenti sono visibile sul crinale est dell'Arthur's Seat.

### Abbazia di Holyrood
Le rovine dell'Abbazia agostiniana di Holyrood (Holyrood Abbey) sono datate 1128. L'abbazia fu costruita per ordine di Davide I di Scozia, all'interno del suo parco reale di caccia al cervo e fu utilizzata fino al XVI secolo. Per un breve periodo fu usata come cappella reale da Giacomo VII, fu abbandonata definitivamente nella metà del diciottesimo secolo.

### Palazzo di Holyrood
Il palazzo reale di Holyrood (Holyrood Palace) all'inizio era un alloggio all'interno dell'abbazia, diventando successivamente un vero e proprio palazzo. Giacomo VI fu il primo ad usarlo intorno al 1500, sebbene la maggior parte dell'edificio attuale è datato alla fine del diciassettesimo secolo, quando fu ricostruito da Sir William Bruce. Rimane la residenza ufficiale del monarca britannico in Scozia.

### Cappella di sant'Antonio
La cappella di sant'Antonio (St. Anthony's Chapel) fu costruita probabilmente nella prima metà del quindicesimo secolo. In origine aveva una forma rettangolare di 13x5,5 metri, con mura spesse 0,91 metri e fu costruita con pietre del luogo. Ora la cappella è in rovina: rimane sono la parete a nord.